# Słonki (ptaki)
Słonki (Scolopacinae) – podrodzina ptaków z rodziny bekasowatych (Scolopacidae).

## Zasięg występowania
Podrodzina obejmuje gatunki występujące w Eurazji, Australazji, Ameryce i Afryce.

## Systematyka
Do podrodziny należą następujące plemiona:
- Limnodromini Johnsgard, 1981
- Scolopacini Rafinesque, 1815[a]